# Arthur Honegger
Arthur Honegger (Le Havre, 10 de março de 1892 — Paris, 27 de novembro de 1955) foi um compositor suíço, que nasceu na França e viveu grande parte de sua vida em Paris. Membro de Les Six, sua obra mais conhecida é provavelmente Antígona, composta entre 1924 e 1927 com libreto francês de Jean Cocteau baseado na tragédia Antígona de Sófocles. Estreou em 28 de dezembro de 1927 no Théâtre Royal de la Monnaie com cenários desenhados por Pablo Picasso e figurinos de Coco Chanel. No entanto, sua obra mais frequentemente executada é provavelmente a obra orquestral Pacific 231, que foi inspirada no som de uma locomotiva a vapor.

## Composições notáveis
Os números Opus são originários do catálogo completo de Harry Halbreich. Para uma lista mais longa de composições, veja Lista de composições de Arthur Honegger. Para obter uma lista de gravações selecionadas, consulte a discografia de Arthur Honegger.
- Música orquestral:

Sinfonias:
1930 : H 75 Primeira Sinfonia
1941 : H 153 Segunda Sinfonia para cordas e trompete em D
1946 : H 186 Terceira Sinfonia (Symphonie Liturgique)
1946 : H 191 Quarta Sinfonia em Lá (Deliciae basiliensis)
1950 : H 202 Quinta Sinfonia em Ré (Di tre re)
Movimentos Sinfônicos:
1923 : H 53 Pacific 231 (Movimento Sinfônico No. 1)
1928 : H 67 Rugby (Movimento Sinfônico No. 2)
1933 : Movimento Sinfônico H 83 Nº 3
Concertos :
1924 : H 55 Concertino para piano e orquestra em Mi maior
1929 : H 72 Concerto para violoncelo e orquestra em dó maior
1948 : H 196 Concerto da camera, para flauta, Corne-inglês e orquestra de cordas.
Outras:
1917 : H 16 Le chant de Nigamon
1920 : H 31 Pastorale d'été
1923 : H 47 Chant de joie (Canção da Alegria)
1951 : H 204 Monopartita
- Oratórios:

1921 : H 37 Le roi David (King David) libreto de René Morax, versão para orquestra em 1923
1935 : H 99 Jeanne d'Arc au bûcher, libreto de Paul Claudel, versão com prólogo em 1941
1938 : H 131 La danse des morts, (A Dança dos Mortos) libreto de Paul Claudel
1953 : H 212 Une cantate de Noël (A Christmas Cantata)
- Óperas:

1903: Philippa, não orquestrada, executada ou publicada
1904: Sigismond, perdido
1907 : La Esmeralda, após a Notre-Dame de Paris de Victor Hugo, inacabada e inédita
1918 : La mort de sainte Alméenne, libreto de M. Jacob, inédito e único Interlude orquestrado
1925 : Judith, libreto de René Morax, estreou na Ópera de Monte-Carlo em 13 de fevereiro de 1925
1927 : H 65 Antigone, libreto de Jean Cocteau baseado em Sófocles, estreado em La Monnaie em 28 de dezembro de 1927
- Operetas:

1925 : H 108 L'Aiglon, co-escrito com Jacques Ibert ; libreto para atos 2-4 por H. Cain, depois de E. Rostand, libreto para atos 1 e 5 por Ibert, Opéra de Monte-Carlo, 10 de março de 1937
1930 : Les aventures du roi Pausole, libreto de A. Willemetz, depois de P. Louÿs, estreou em 12 de dezembro de 1930, Paris, Bouffes-Parisiens
1931 : La belle de Moudon, libreto de René Morax, Mézières, Jorat, Suíça, 30 de maio de 1931, inédito
1937 : Les petites cardinal, libreto de Willemetz e P. Brach, depois de L. Halévy, Paris, Bouffes-Parisiens, 13 de fevereiro de 1938
- Balés:

1918 : H 19 Le dit des jeux du monde
1921 : H 38 Horace victorieux, symphonie mimée
- Música de Câmara:

1917 : H 15 Quarteto de Cordas No. 1 em C menor
1929 : H 28 Sonata para Viola e Piano
1935 : H 103 Quarteto de Cordas No. 2 em D
1937 : H 114 Quarteto de Cordas Nº 3 em Mi
1945 : H 181 Paduana para violoncelo solo
1947 : H 193 Intrada para trompete e piano em Dó
- Piano Solo Works 1910: Três Peças (Scherzo, Humoresque, Adagio)

1916 : Tocata e Variação
1915–9 : Três Peças (Prelúdio, Homenagem a Ravel, Danse)
1919–20: Sete peças curtas
1920 : Sarabande (para Álbum de Seis)
1923–4 : Le Cahier Romand
1928–9 : Homenagem a Albert Roussel
1932 : Prelude, Arioso e Fughetta sobre o nome BACH
1941 : Petits Airs sue une basse celebre
1943–4 : Dois Esboços